# Adolf Tiller
Adolf „Adi“ Tiller (* September 1939) ist ein österreichischer Politiker (ÖVP). Er war von 1978 bis 2018 Bezirksvorsteher von Döbling.

## Leben
Tiller legte die Matura an einer Handelsakademie ab und arbeitete ab 1957 als Schalterangestellter bei der Creditanstalt. 1965 übernahm er die Tankstelle seines Vaters und baute diese um einen Reifenhandel mit Autozubehör aus.
Seine politische Karriere begann Tiller zwischen 1969 und 1978 als ÖVP-Bezirksrat in Döbling, wobei er zwischen 1973 und 1978 auch Bezirksvorsteher-Stellvertreter war. Er gehörte zu den „bunten Vögeln“ um Erhard Busek, wobei es ihm bei der Bezirksvertretungswahl 1978 gelang, mit der ÖVP die Mehrheit der SPÖ zu brechen. Tiller wurde in der Folge am 6. Dezember 1978 als Bezirksvorsteher angelobt. In der Folge konnte die ÖVP unter Tiller die relative Mehrheit bei jeder Bezirksvertretungswahl halten. Er war der dienstälteste und längstdienende Bezirksvorsteher Wiens und kandidierte bei der Bezirksvertretungswahl 2015 neuerlich als Spitzenkandidat der ÖVP-Döbling. Am 31. Oktober 2018 legte Tiller das Amt des Bezirksvorstehers zurück. In dieser Funktion folgte ihm Daniel Resch nach.
Tiller hatte das Amt des ÖVP-Bezirksparteichefs von Döbling inne und wurde im September 2005 bereits zum siebten Mal als Bezirksparteichef bestätigt. Die Übergabe der Funktion an seinen Nachfolger als Bezirksvorsteher Daniel Resch scheiterte 2021 auf Grund der COVID-19-Pandemie und der damit notwendigen Absage des Bezirksparteitags. Im Juni 2022 folgte Daniel Resch Tiller auch als Bezirksparteiobmann nach.
Innerhalb der ÖVP Wien galt Tiller als Machtfaktor, wobei er „zu den treibenden Kräften bei der Demontage des Wiener Stadtparteiobmanns Bernhard Görg“ gezählt wurde.

## Auszeichnungen
- 1992: Ehrenbürger der Universität für Bodenkultur Wien[8]
- 2014: Ehrensenator der Universität für Bodenkultur Wien[8]
- 2018: Großes Goldenes Ehrenzeichen für Verdienste um das Land Wien[9]
- 2022: Orden der aufgehenden Sonne 5. Klasse[10]